# Гунько, Владимир Сергеевич
Гунько Владимир Сергеевич (родился 6 июля 1983 г. в городе Абакане Республики Хакасия) — русский альпинист, мастер спорта по альпинизму, инструктор по альпинизму, тренер по альпинизму 1 категории, трёхкратный Чемпион России, победитель в номинации «Золотой эдельвейс» (2006), победитель в номинации «Золотой ледоруб России» (2008).

## Биография
Родился 6 июля 1983 года в городе Абакане Республики Хакасия. Окончил среднюю общеобразовательную школу № 30. В 1996 году начал заниматься легкой атлетикой. В 1999 году поступил в Абаканское училище Олимпийского резерва. Под руководством супругов Ромащенко Валентины Николаевны и Андрея Анатольевича многократно выигрывал и становился призером Чемпионатов и Первенств Красноярского края. В 2000 году выполнил I спортивный разряд по легкой атлетике.
В 1998 году пришел в Абаканский клуб альпинистов, где одновременно начал заниматься скалолазанием. В 2002 году, окончив УОР, переехал жить в город Красноярск. Поступил в Красноярский Техникум Физической Культуры, по специализации — легкая атлетика. С 2004 по 2009 гг. учился в Красноярском Аграрном Университете, на экономическом факультете.
С 2004 по 2006 гг. работал в ФГУ СРПСО МЧС России, в должности спасателя. Во время этой работы получал дополнительные профессии — стропальщик и промышленный альпинист. Работает с 2009 тренером-преподавателем по альпинизму в ШВСМ по зимним видам спорта.
На Красноярских Столбах — член компании «Эдельвейс».

## Тренеры
по лёгкой атлетике:
- Андрей Анатольевич Ромащенко
- Валентина Николаевна Ромащенко

по альпинизму:
- Валерий Викторович Балезин
- Николай Николаевич Захаров

## Значимые восхождения
2006 год
- Тянь-Шань, п. Погребецкого(З) 6Б, август, участник, первопрохождение, 1 место на чемпионате России в высотно-техническом классе, 1 место в номинации «Золотой эдельвейс»[1].

2007 год
- Памиро-Алай, Ак-Су(С) 6Б, февраль, участник, 1 место в Чемпионате России в техническом классе[2].
- Кавказ, Чанчахи м-т Попова 6А и м-т Голощапова 5Б,руководитель, июль, 1 место на Чемпионате России в очном классе[3].

2008 год
- Памиро-Алай, в. 4810 6Б, февраль, руководитель, 2 место на Чемпионате России в техническом классе, 1 место в номинации « Золотой ледоруб России»[4].

## Тренерская деятельность
С 2002 по 2004 годы, обучаясь в Техникуме Физической Культуры и Спорта, тренировал группу легкоатлетов: Мащенко Сергея, Ямкового Дмитрия, Андреева Алексея — все кандидаты в мастера спорта.
С 2004 по 2009 годы работал тренером-преподавателем в спортивном клубе КрасГАУ, секции альпинизма.
С 2009 и по сегодняшний день — работает в ШВСМ по зимним видам спорта тренером-преподавателем по альпинизму.
С 2009 года является руководителем НП «Красноярского физкультурно-спортивного клуба альпинистов и скалолазов». 

## Личная жизнь
С 2010 года женат на Татьяне Гунько, отец троих детей.